# Syran Mbenza
Syran Mbenza (ou simplement M'Benza), né le 31 mai 1950 à Kinshasa, est un guitariste, auteur-compositeur et chanteur d'origine congolaise , qui vit à Paris depuis 1981 environ. Il a enregistré et joué de manière prolifique au cours de cinq décennies, notamment en tant qu'artiste solo, en tant l'un des quatre membres groupe Soukous populaire Les Quatre Étoiles, en tant que membre fondateur acoustique de la renaissance de la rumba congolaise Kékélé, dans d'autres groupes et en soutien d'autres artistes. Il est considéré comme l'un des plus grands guitaristes d'Afrique. 

## Carrière musicale

### Premières année
Syran Mbenza, naît le 30 mai 1950 à Léopoldville (aujourd'hui Kinshasa) à l'époque du Congo belge (aujourd’hui République démocratique du Congo) dans une famille de six enfants. Il commence à jouer de la guitare à l'âge de 11 ans. Il a grandi en écoutant la musique de Franco Luambo et a appris à jouer de la guitare dans le rythme de Franco, qui vingt ans après la disparition de Franco, il lui a rendu hommage en compagnie avec d'autres musiciens (Wuta Mayi, Flavien Makabi, Jimmy Mvondo, Elba Kuluma, Ballou Canta, etc.) dans Immortal Franco : la légende africaine de la guitare sans égal. Il a presté également dans plusieurs groupes locaux et a été inspiré par Docteur Nico (Nicolas Kasanda) de l'African Jazz.
En 1968, alors qu'il était encore à l'école, il rejoint le groupe du quartier appelé La Banita et y resta jusque en 1970 environ. Par la suite, il rejoint plusieurs autres groupes tels que Jamel Jazz, Dynamic Jazz, Ewawa de Malph et Somo somo. Il a ensuite rejoint le groupe Lovy du Zaïre de Vicky Longomba membre cofondateur du groupe Ok Jazz et membre d'African Jazz.

### Début de la carrière musicale: Zaïre et l'Afrique de l'Ouest
Après avoir quitté le groupe Lovy, Syran Mbenza décide de devenir un artiste professionnel travaillant avec l'orchestre Kara que Vicky Longomba avait créé quelque temps après pour succéder Lovy. En 1978, Mbenza quitte le Zaïre pour Lomé au Togo dans l’Afrique de l'Ouest. Là il rejoint le groupe African All Stars de son cousin Sam Mangwana avec d'autres musiciens congolais tels que le guitariste Bopol Mansiamina qui deviendra par la suite un collaborateur de Mbenza avec qui il va fonder le groupe Les Quatre Étoiles en 1982 en compagnie d'autres musiciens, aussi le batteur Ringo Moya. L'African All Stars ne dura qu'un an et s'est scindé en deux groupes, un avec Mbenza, Bopol et Mangwana qui a pris la direction de Abidjan en Côte d'Ivoire et autre groupe resta à Lomé.
Après cette séparation, le producteur parisien Eddy Gustave a fait venir Mangwana, Mbenza, Bopol et Pablo Libadika à Paris pour une série d'enregistrement en septembre 1979 qui a donnée lieu à deux albums sous le label Eddy'son, ces albums comprenaient certains tubes de l'orchestre African All Stars. L'année suivante, ce groupe fait de navette en Paris et Abidjan-Lomé pour des prestations sous le nom de International Sam Mangwana. 
Il enregistre son premier album solo Kouame en 1980 pendant qu'il séjournait en Afrique de l'Ouest.

### Les Quatre étoiles: Paris, 1980 - 1990
Syran Mbenza s'est installé à Paris vers 1981 où il est resté depuis tout en effectuant les tournées un peu partout avec d'autres musiciens africains, notamment en Europe, en Amérique du Nord et en Afrique de l'Est.
À Paris, Mbenza a fait beaucoup de prestations avec d'autres guitaristes de ce genre tel que Diblo Dibala, Rigo Star Bamundélé et Dally Kimoko. Appelé souvent par des producteurs pour jouer de la guitare sur des disques d'autres musiciens pour des rémunérations. Avec son collaborateur Bopol, ils ont continué à jouer ensemble, Mbenza à la guitare solo et Bopol à la guitare rythmique. Mbenza a travaillé pour le compte de plusieurs producteurs : Eddy Gustave et son label Eddy'Son, Moumouni Outtara et Afro-Rythme, Richard Dick et Africamania, Ibrahim Sylla et Syllart, ainsi que les labels Salsa Musique, Melodie et Buda Musique. Mbenza a sorti plusieurs autres albums solo : Ilanga chez Eddy'Son, Elisa Dangwa chez Africamania, Sisika chez Syllart, et Symbiose. 
En 1982, initialement pour le label Outtara, Mbenza et Bopol ont rejoint les chanteurs congolais bien connus Nyboma et Wuta Mayi avec qui ils font fonder le groupe de soukous populaire et influent Les Quatre Étoiles qui a sorti sept albums studio et trois albums live jusque vers 1990, et à ajouter des concerts en 2010. Chacun de ses quatre membres de ce groupe était une star à part entière qui a enregistré des albums solo.